# كيت إدجيرلي
كايت فيوليت إدجيرلي (21 فبراير 1887 - 26 فبراير 1939) هي عالمة نبات ومعلمة نيوزيلندية.

## حياتها
ولدت كيت في أوكلاند عام 1887، وهي حفيدة جون إيدجيرلي، أحد أوائل علماء النبات في نيوزيلندا. واصلت كيت دراستها، بعد أن فازت بالجائزة الأولى للعلوم في مدرسة أوكلاند الثانوية. في عام 1911، حصلت على درجة الماجستير مع رتبة الشرف الأولى في علم النبات من جامعة أوكلاند، تحت إشراف آلجيرنون توماس. كانت أطروحتها عن الأعضاء التناسلية لنبات رجل الذئب، والتي نشرت في معاملات الجمعية الملكية في نيوزيلندا في عام 1914.
درَّست إيدجيرلي في مدرسة أوكلاند للفتيات من عام 1912 حتى وفاتها المفاجئة في عام 1939. وكانت أول رئيسة للنادي النباتي، الذي حل محل نادي رامبلينغ في عام 1919.  وفي عام 1935، انتخبت إيدجيرلي كأول امرأة تتولى رئاسة رابطة مساعدي المدارس الثانوية في نيوزيلندا.
قدم موظفو وطلاب المدرسة مجلدين من الرسوم التوضيحية التي أطلقها تشايزمان عن نباتات فلورا النيوزيلندية [الإنجليزية] (1914) كنصب تذكاري لإدجيرلي. في منح جوائز المدرسة، منحت جائزة كيت إيدجيرلي التذكارية أولا لعلم النباتات وفي وقت لاحق للعلوم الطبيعية الأخرى.
في عام 2017، اختيرت إيدجيرلي ضمن قائمة «150 امرأة 150 كلمة [الإنجليزية]» للجمعية الملكية، احتفالا بمساهماتها في المعرفة في نيوزيلندا.

## المنشورات
«ذا بروثاليا أوف ثري نيو زيلاند لايكبودز» معاملات الجمعية الملكية لنيوزيلندا 47: 94-111 (1914)